# 송민지 (배우)
송민지(1983년 10월 8일 ~ )는 대한민국의 배우이다. 2005년 《HD TV문학관》으로 데뷔하였다.

## 학력
- 세종대학교 영화예술학

## 출연

### 드라마, 영화
| 날짜   | 종류   | 방송사     | 제목                        | 역할               | 비고     |
| ------ | ------ | ---------- | --------------------------- | ------------------ | -------- |
| 2005년 | 드라마 | KBS1       | HDTV문학관 (소나기)         | 손각시 역          |          |
| 2005년 | 영화   | ●          | B형 남자친구                | 여기자 1 역        |          |
| 2006년 | 드라마 | KBS1       | HDTV문학관 (달의 제단)      | 손각시 역          |          |
| 2007년 | 영화   | ●          | 황진이                      | 매향 역            |          |
| 2008년 | 드라마 | KBS2       | 전설의 고향 (사진검의 저주) | 개화 역            |          |
| 2008년 | 영화   | ●          | 로맨틱 아일랜드             | 김현주 역          |          |
| 2009년 | 영화   | ●          | 애자                        | 순영 역            |          |
| 2011년 | 영화   | ●          | 블라인드                    | 민주 역            |          |
| 2012년 | 드라마 | KBS2       | 보통의 연애                 | 주상아 역          |          |
| 2013년 | 영화   | ●          | 몽타주                      | 봄이엄마 역        |          |
| 2013년 | 드라마 | tvN        | 응답하라 1994               | 민정 역            |          |
| 2013년 | 드라마 | JTBC       | 무정도시                    | 차기자 역          |          |
| 2013년 | 드라마 | KBS2       | 끈질긴 기쁨                 | 명희 역            |          |
| 2014년 | 드라마 | OCN        | 귀신 보는 형사 처용         | 부검의 역          | 우정출연 |
| 2014년 | 드라마 | KBS2       | 추한 사랑                   | 김미영 역          |          |
| 2015년 | 드라마 | KBS2       | 너를 기억해                 | 이현의 어머니 역   |          |
| 2017년 | 드라마 | KBS2       | 아버지가 이상해             | 혜영의 친구 역     |          |
| 2018년 | 드라마 | KBS1       | 비켜라 운명아               | 서연지 역          |          |
| 2019년 | 드라마 | tvn        | 60일, 지정생존자            | 정한모 아내 역     |          |
| 2022년 | 드라마 | JTBC       | 서른, 아홉                  | 강선주 역          |          |
| 2023년 | 드라마 | KBS2       | 두뇌공조                    | 김희주 역          | 특별출연 |
| 2023년 | 드라마 | ENA        | 보라! 데보라                | 서수진 역          |          |
| 2024년 | 드라마 | 쿠팡플레이 | 사랑 후에 오는 것들         | 북콘서트 사회자 역 | 우정출연 |

### 연극
- 2007년 《클로져》 지현역
- 2010년 《옥탑방 고양이》 남정은 역
- 2011년 《행복》 아내 역
- 2012년 《행복 - 대구》 아내 역

## 가족 관계
- 배우자 : 임채홍 (1979년 7월 26일 ~ ) - 2016년 10월 결혼
- 자녀 : 슬하 1녀 (2021년 1월 23일생)